# Mychajło Kołtun
Mychajło Kołtun CSsR (ur. 29 marca 1949 w Połonicach) – ukraiński duchowny greckokatolicki, w latach 2000–2024 ordynariusz sokalski.

## Życiorys
Ukończył technikum we Lwowie. W latach 1969–1972 odbył służbę wojskową, a następnie rozpoczął pracę w fabryce wyrobów z betonu zbrojonego, gdzie pracował przez 17 lat.
8 listopada 1974 wstąpił do tajnego nowicjatu redemptorystów we Lwowie. Siedem lat później złożył śluby wieczyste, zaś święcenia kapłańskie przyjął 21 listopada 1981. Po święceniach zaczął potajemną działalność duszpasterską na terenie Ukraińskiej SRR, jednocześnie nadal pracując we lwowskiej fabryce. W 1989, po częściowym uznaniu Cerkwi greckokatolickiej przez Kościół prawosławny, został duszpasterzem w cerkwi Wniebowstąpienia Pańskiego na lwowskiej Lewandówce i służył tam przez cztery lata. W 1990 został mianowany wiceprowincjałem prowincji lwowskiej redemptorystów.

### Episkopat
W 1992 Synod Kościoła greckokatolickiego wybrał o. Kołtuna na urząd eparchy zborowskiego. 12 lipca 1993 papież Jan Paweł II zatwierdził ten wybór. Chirotonii biskupiej udzielił mu 19 września tegoż roku kard. Myroslav Ivan Lubachivsky, zaś jego uroczysta intronizacja odbyła się dwa dni później.
W 1996 został eparchą kijowsko-wyszhorodzkim, zaś rok później powrócił do Zborowa. 16 lipca 2000 został wybrany na nowo utworzoną stolicę eparchialną w Sokalu (wybór został zatwierdzony przez Jana Pawła II 12 października 2000). Intronizacja na nowy urząd miała miejsce 17 października tegoż roku.
Synod biskupów Ukraińskiego Kościoła Greckokatolickiego przyjął jego rezygnację z urzędu biskupa sokalsko-żółkiewskiego. 17 października 2024 papież Franciszek zatwierdził tę decyzję.